# Малинникова, Евгения Владимировна
Евгения Владимировна Малинникова (р. 23 апреля 1974, Санкт-Петербург, Россия) — математик, кандидат физико-математических наук, профессор.

## Биография
Во время учебы в школе трижды получала золотую медаль на Международной математической олимпиаде, дважды заняв абсолютное первое место среди всех участников.
Кандидат физико-математических наук с 1999 (Санкт-Петербургский государственный университет, научный руководитель — Виктор Петрович Хавин).
В 2017 году совместно с Александром Логуновым получила премию Математического института Клэя за внедрение новых геометрически-комбинаторных методов изучения эллиптических задач.
В настоящее время профессор Норвежского университета естественных и технических наук.